# راسل گویرتز
راسل گویرتز (انگلیسی: Russell Gewirtz) فیلم‌نامه‌نویس آمریکایی است که بیشتر به خاطر نوشتن فیلمنامه فیلم نفوذی محصول سال ۲۰۰۶ به کارگردانی اسپایک لی شهرت دارد.

## فیلم‌شناسی
- عدالت کور (۲۰۰۵)[۲]
- نفوذی (۲۰۰۶)
- قتل عادلانه (۲۰۰۸)[۳]
- تعویض طعمه (۲۰۲۶)
- بدن (آینده)